# Caspar Kohl
Caspar Kohl, död 1653, var en tysk klingsmed och ståletsare verksam i Sverige i mitten av 1600-talet.
Kohl tillhörde troligen den kända klingsmedssläkten från Solingen, han var far till David Casparsson Kohl. Han inkallades till Sverige 1623 för arbeta vid faktoriet i Norrtälje. Efter beslut av Gustav II Adolf på 1620-talet hade Norrtälje gevärsfaktori grundats som ett statligt gevärsfaktori i samband med grundandet av staden Norrtälje 1622. Kohl blev därefter ledare för det nyanlagda Wira bruk i Roslagen och slutligen hälftenägare av Garpströms bruk i Arboga, där dyrbarare värjor och bardisaner tillverkades.
Kohl var en av de klingsmeder som införde konsten att etsa dekorornament på vapen efter italiensk och tysk modell i Sverige. Han blev 1648 faktor vid den danske riksmarsken Anders Billes vapenfabrik vid Brobygård på Fyn i Danmark.

## Värjan från 1646 smidd i Garpströms bruk

Värja från 1646 med etsad dekor av Caspar Kohl på Garpströms bruk, Livrustkammaren

Värjan från 1646 med etsad dekor av Caspar Kohl, smidd i Garpströms bruk har fäste av mörkanlöpt, slätt stål, typen liknande ett sabelfäste. Kappan något vidgad bakåt och i högre grad framåt samt skodd med en konvex kåpa av stål. Handbygel platt, något vidgad vid mittpartiet och upptill fäst medelst en nit vid kappans nedsvängda kåpa. Nederdelen bakåt övergående i en nedåtböjd, bakre parerstång. Ytterdelen av denna vidgad och avslutad med en liten kulformig knapp. Vid kryssets utsida en kraftig, ca 125 mm hög, uppåtböjd parerplåt, formad som en palmett. Vid insidan en uppåtböjd tumbygel, fäst medelst gångjärn (därigenom fällbar nedåt), tumbygeln fodrad med sämskskinn. Kavelns trästomme klädd med svartbrunt skinn och glest lindad (4 varv) med tvinnad, tunn mässingstråd.
Klinga rak, bred, tvåeggad och flackslipad, spetspartiet med rundslipad ytterände. Baspartiet på båda sidor med en ca 220 mm lång hålkäl. Starka delen med djupetsad ornering. På utsidan utmed hålkälen en kraftig inskription: "LABOR IMPROBVS OMNIA VINCIT 1646", åtföljd på båda sidor av fyra bladornament, delade på mitten av tvärställda inskriptioner: "PAX ET C // ONCORDIA" och ofullständigt "INVIDIA PEDIB SCALCAR". Härovanför ätten Kaggs vapen med krönt hjälm och hjälmprydnad, skölden nedtill åtföljd av ett litet, bladformigt skriftband med inskription "LARS KAGGE". På insidan utmed hålkälen kraftig inskription: "CVM.RECTE.VIVAS.NE.CVRES.VERBA.MALORVM", åtföljs liksom på utsidan av fyra bladornament, delade på mitten av tvärställda inskriptioner: "VINCERE AVT MORI" och "SPES MEA EST DEO". Härovanför en fläkt örn (Arboga). Utmed klingbasen etsarens signering: "ME FECIT CASPER KOHL".